# Батфа
Батфа (угор. Bátfa) — село в Україні, в Ужгородському районі Закарпатської області, орган місцевого самоврядування — Галоцька сільська рада. Населення становить 231 особу (станом на 2001 рік). Село розташоване на заході Ужгородського району, за 6,3 кілометра від районного центру.

## Назва
Колишня назва населеного пункту — село «Деревці».

## Географія
Село Батфа лежить за 6,3 км на південний захід від районного центру, фізична відстань до Києва — 619,5 км.
| Клімат Батфи            | Клімат Батфи | Клімат Батфи | Клімат Батфи | Клімат Батфи | Клімат Батфи | Клімат Батфи | Клімат Батфи | Клімат Батфи | Клімат Батфи | Клімат Батфи | Клімат Батфи | Клімат Батфи | Клімат Батфи |
| Показник                | Січ.         | Лют.         | Бер.         | Квіт.        | Трав.        | Черв.        | Лип.         | Серп.        | Вер.         | Жовт.        | Лист.        | Груд.        | Рік          |
| Середній максимум, °C   | 0,8          | 3,2          | 9,2          | 16,1         | 21,3         | 24,2         | 26,2         | 25,6         | 21,3         | 15,5         | 8,1          | 3,1          | 14,6         |
| Середня температура, °C | −2,6         | −0,4         | 4,6          | 10,6         | 15,5         | 18,5         | 20,3         | 19,7         | 15,7         | 10,3         | 4,8          | 0,3          | 9,8          |
| Середній мінімум, °C    | −5,9         | −4           | 0,0          | 5,1          | 9,7          | 12,9         | 14,4         | 13,8         | 10,1         | 5,1          | 1,5          | −2,5         | 5,0          |
| Норма опадів, мм        | 49           | 42           | 41           | 46           | 68           | 85           | 79           | 70           | 53           | 48           | 52           | 62           | 695          |
| ----------------------- | ------------ | ------------ | ------------ | ------------ | ------------ | ------------ | ------------ | ------------ | ------------ | ------------ | ------------ | ------------ | ------------ |
| Джерело:                |              |              |              |              |              |              |              |              |              |              |              |              |              |

## Історія
Поблизу знайдено поселення І тисячоліття до н.е.
Ім'я села Батфа (умовний переклад назви місце де рубають дерево), з'явилося в грамоті вже в 1273 році, де згадується землевласник території на ім'я Феліцій.
А в 1332 році згадується під назвою Batwa. У інших грамотах називалося Patwa .
Його першими власниками були Бартфаї. У наступні 2-3 століття, Daczó, Drágffy, а пізніше сім'я Другетті.
У 1828 році село складається з 28 будинків і близько 200 жителів. У 1869 році вона вже була до 250, але до 1920 року ця цифра знизилася до 214. До кінця тридцятих років минулого століття кількість мешканців, що мешкають тут, становила близько 250 чоловік.

## Політика
На виборах у селі Батфа працює окрема виборча дільниця, розташована в приміщенні клубу. Результати виборів:
- Парламентські вибори 2002: зареєстровано 176 виборців, явка 75,00%, найбільше голосів віддано за Блок Віктора Ющенка «Наша Україна» — 15,15%, за Блок Юлії Тимошенко — 12,88%, за блок «За єдину Україну!» — 12,12%. В одномандатному окрузі найбільше голосів отримав Ковач Микола Миколайович (самовисування) — 47,73%, за Іштвана Гайдоша (Соціал-демократична партія України (об’єднана)) — 20,45%, за Ковача Миколу Івановича (самовисування) — 12,12%[5].
- Вибори Президента України 2004 (перший тур): зареєстровано 180 виборців, явка 83,89%, з них за Віктора Януковича — 43,71%, за Віктора Ющенка — 31,79%, за Олександра Яковенка — 5,30%[6].
- Вибори Президента України 2004 (другий тур): зареєстровано 180 виборців, явка 76,67%, з них за Віктора Януковича — 54,35%, за Віктора Ющенка — 39,86%[7].
- Вибори Президента України 2004 (третій тур): зареєстровано 180 виборців, явка 58,89%, з них за Віктора Ющенка — 64,15%, за Віктора Януковича — 29,25%[8].
- Парламентські вибори 2006: зареєстровано 184 виборці, явка 71,74%, найбільше голосів віддано за Блок Юлії Тимошенко — 25,76%, за Соціалістичну партію України — 14,39%, за блок Наша Україна — 8,33%[9].
- Парламентські вибори 2007: зареєстровано 186 виборців, явка 67,74%, найбільше голосів віддано за блок Наша Україна — Народна самооборона — 49,21% за Партію регіонів — 14,29%, за Блок Юлії Тимошенко — 13,49%[10].
- Вибори Президента України 2010 (перший тур): зареєстровано 196 виборців, явка 57,65%, найбільше голосів віддано за Віктора Януковича — 30,09%, за Юлію Тимошенко — 24,78%, за Арсенія Яценюка — 11,50%[11].
- Вибори Президента України 2010 (другий тур): зареєстровано 192 виборці, явка 64,58%, з них за Віктора Януковича — 50,00%, за Юлію Тимошенко — 45,16%[12].
- Парламентські вибори 2012: зареєстровано 198 виборців, явка 68,18%, найбільше голосів віддано за Партію регіонів — 61,48%, за Всеукраїнське об'єднання «Батьківщина» — 21,48% та УДАР — 8,89%.[13] В одномандатному окрузі найбільше голосів отримав Василь Ковач (Партія регіонів) — 34,03%, за Василя Брензовича («КМКС» Партія угорців України) — 29,86%, за Сергія Ратушняка (самовисування) — 11,11%[14].
- Вибори Президента України 2014: зареєстровано 197 виборців, явка 56,35%, з них за Петра Порошенка — 54,95%, за Юлію Тимошенко — 16,22%, за Сергія Тігіпка — 6,31%[15].
- Парламентські вибори в Україні 2014: зареєстровано 207 виборців, явка 60,87%, найбільше голосів віддано за Блок Петра Порошенка — 31,75%, за партію «Сильна Україна» — 10,32% та «Народний фронт» — 9,52%.[16] В одномандатному окрузі найбільше голосів отримав Василь Ковач (самовисування) — 30,16%, за Олександра Ледиду (самовисування) проголосували 19,05%, за Роберта Горвата (Блок Петра Порошенка) — 16,67%[17].
- Вибори Президента України 2019 (перший тур): явка 51,1% (95 голосів); Володимир Зеленський — 27,4%, Юлія Тимошенко — 18,9%, Петро Порошенко — 14,7%, Юрій Бойко — 9,5%, Анатолій Гриценко — 5,3%.[18]
- Вибори Президента України 2019 (другий тур): явка 53,5% (99 голосів); Володимир Зеленський — 84,8%, Петро Порошенко — 12,1%. [19]

### Парламентські вибори, 2019
На позачергових парламентських виборах 2019 року у селі функціонувала окрема виборча дільниця № 210611, розташована у приміщенні клубу.
Результати
- зареєстровано 183 виборці, явка 51,37%, найбільше голосів віддано за «Слугу народу» — 36,54%, за Всеукраїнське об'єднання «Батьківщина» — 22,58%, за «Опозиційну платформу — За життя» — 16,13%.[20] В одномандатному окрузі найбільше голосів отримав Йосип Борто (самовисування) — 44,68%, за Роберта Горвата (самовисування) — 19,15%, за Андрія Андріїва (самовисування) — 18,09%[21].

## Населення
Станом на 1989 рік у селі проживали 256 осіб, серед них — 114 чоловіків і 142 жінки.
За даними перепису населення 2001 року у селі проживала 231 особа. Рідною мовою назвали:
| Мова       | Кількість осіб | Відсоток |
| ---------- | -------------- | -------- |
| угорська   | 184            | 79,65%   |
| українська | 46             | 19,91%   |
| російська  | 1              | 0,43%    |

## Релігія
Реформаторський храм
(1332–1337 рр., готика) — перебудови: 1667 р., 1762 р., 1910 р. У крипті під храмом поховані члени династії Палоці.

## Туристичні місця
- поселення І тисячоліття до н.е
- Реформаторський храм (1332–1337 рр., готика)
- у крипті під храмом поховані члени династії Палоці. 

## Пам'ятки
- Реформаторський костел (1332–1337 рр., готика) — перебудови: 1667 р., 1762 р., 1910 р.